# Džungarija
Džungarija (/(d)zʊŋˈɡɛəriə/; iz mongolskih besed züün gar, kar pomeni 'leva roka') je geografska podregija na severozahodu Kitajske, ki ustreza severni polovici Šindžjanga. Znano je tudi kot Beidžjang, ki je pretvorba mandarinske besede za sever, Bei, in Šindžjang, torej Severni Šindžjang. Omejena z gorovjem Altaj na severu in gorovjem Tjanšan na jugu, Džungarija pokriva približno 777.000 km² in meji na Kazahstan na zahodu in Mongolijo na vzhodu. V kontekstih pred džungarskim genocidom sredi 18. stoletja bi lahko izraz džungarija pokrival širše območje, ki je bilo v bližini Džungarskega kanata, ki ga je vodil Oirat.
Čeprav je Džungarija geografsko, zgodovinsko in etnično ločena od Tarimske kotline (ali Nandžjang, lit. 'Južni Šindžjang'), je mandžurska dinastija Čing združila obe območji v eno provinco, Šindžjang. Džungarija je središče težke industrije, ustvari večino BDP regije in je njena politična prestolnica Urumči (kitajsko: 乌鲁木齐; pinjin: Wūlǔmùqí) (Oirat za 'lep pašnik'). Džungarija kot taka še naprej privablja znotrajprovincialne in medprovincialne migracije v svoja mesta. V nasprotju s Tarimsko kotlino je Džungarija razmeroma dobro povezana s preostalo Kitajsko z železniškimi in trgovinskimi povezavami.

## Ozadje
Šindžjang je bil tradicionalno razdeljen na dve geografsko, zgodovinsko in etnično različni regiji: Džungarija, ki leži severno od gorovja Tjanšan; in Tarimska kotlina, ki je južno od gora. V času Čingove osvojitve Šindžjanga leta 1759 so Džungarijo naseljevali v stepah živeči nomadski tibetansko-budistični Džungarji, medtem ko so Tarimsko kotlino naseljevali v oazah živeči sedeči turški muslimanski kmetje, zdaj znani kot Ujguri. Čing vlada se je dobro zavedala razlik med prebivalci obeh regij in jima je sprva vladala kot ločeni upravni enoti. Vendar pa je po tem, ko je vojska Čingov dokončno pomirila Tarimsko kotlino leta 1760, vlada Čing začela opisovati Džungarijo in Tarimsko kotlino kot eno regijo, imenovano Šindžjang (lit. 'nova meja').
Vlada Čing je leta 1884 uradno združila Džungarijo in Tarimsko kotlino v eno politično enoto, imenovano provinca Šindžjang, kljub protestom nekaterih uradnikov, ki so verjeli, da bi bilo bolje, če bi obe regiji ostali ločeni. Geografski koncept Šindžjanga je bil nazadnje konstrukt vlade Čing; do konca vladavine leta 1912 domorodni prebivalci Šindžjanga še vedno niso razvili izrazite regionalne identitete. Vendar pa so bili temelji za regionalno identiteto postavljeni s 150-letno politiko vlade Čing, ki je politično izolirala Šindžjang od preostale Srednje Azije in v regijo uvedla naseljence Han in Hui. Te politike so spodbujale kulturno identiteto, ki je bila v ostrem nasprotju s preostalo Kitajsko in preostalo Srednjo Azijo.

## Zgodovina
Pred 21. stoletjem so celotno regijo ali njen del nadzirali cesarstvo Šjongnu, dinastija Han, država Šjanbei, kaganat Rouran, Prvi turški kaganat, dinastija Tang, Ujgurski kaganat, Jenisejski-kirgiški kaganat, dinastija Liao, Karakitajski kanat, Mongolsko cesarstvo, dinastija Juan, Čagatajski kanat, Moghulistan, Kara Del, severni Juan, štirje Oirati, kanat Džungar, dinastija Čing in Republika Kitajska; od leta 1950 je pod nadzorom Ljudske republike Kitajske.

### Etimologija
Džungarija je dobila ime po Dzungarskem kanatu, ki je obstajal v Srednji Aziji v 17. in 18. stoletju.
Džungarija ali Zungharia izhaja iz imena ljudstva Džungar, ki izhaja iz mongolskega izraza Zűn Gar ali Jüün Gar (odvisno od uporabljenega mongolskega narečja). Zűn (ali Jüün) pomeni 'levo' in Gar pomeni 'roko'. Ime izvira iz ideje, da so bili Zahodni Mongoli (Oirati) na levi strani, ko se je Mongolsko cesarstvo začelo deliti na Vzhodne in Zahodne Mongole. Po tej razdrobljenosti se je zahodni mongolski narod imenoval Zuun Gar.

### Predmoderna doba
Prvi ljudje, ki so naselili regijo, so bila indoevropsko govoreča ljudstva, kot so Toharci v prazgodovini in kraljestvo Džuši v 1. tisočletju pred našim štetjem.
Ena najzgodnejših omemb regije Džungarija se zgodi, ko je dinastija Han poslala raziskovalca, da razišče dežele na zahodu, pri čemer je uporabil najsevernejšo progo Svilne poti, dolgo približno 2600 kilometrov , ki je povezovala starodavno kitajsko prestolnico Ši' proti zahodu čez prelaz Vušao Ling v Vuvei in se pojavil v Kašgarju.
Istämi iz Göktürkov je po očetovi smrti v drugi polovici 6. stoletja našega štetja v dediščino prejel deželo Džungarija.
Džungarska moč je dosegla svoj vrhunec v drugi polovici 17. stoletja, ko je Galdan Bošugtu Kan večkrat posegel v zadeve Kazahstancev na zahodu, vendar ga je okoli 1757–1759 popolnoma uničilo cesarstvo Čing. Imel je pomembno vlogo v zgodovini Mongolije in velikih selitvah mongolskih tokov proti zahodu. Njegova najširša meja je vključevala Kašgar, Jarkand, Khotan, celotno regijo Tjanšan in večji delež tistega dela Srednje Azije, ki se razteza od 35° do 50° S in od 72° do 97° V.
Po letu 1761 je njeno ozemlje večinoma pripadlo dinastiji Čing med pohodom proti Džungarcem (Šindžjang in severozahodna Mongolija) in delno pod ruski Turkestan (prejšnji kazahstanski državni provinci Žetisu in reki Irtiš).

#### Džungarija in svilna pot
Popotnik, ki gre iz Kitajske proti zahodu, mora iti severno od gora Tjanšan skozi Džungarijo ali južno od gora skozi Tarimsko kotlino. Trgovina je običajno potekala na južni strani, migracije pa na severu. To je najverjetneje zato, ker Tarim vodi v Fergansko dolino in Iran, Džungarija pa le v odprto stepo. Težava z južne strani so bile visoke gore med Tarimom in Fergano. Poleg tega je Takla Makan preveč suha, da bi zdržala veliko trave, in torej nomadi, ko ne ropajo karavan. Njegovi prebivalci večinoma živijo v oazah, ki so nastale tam, kjer reke pritečejo iz gora v puščavo. V njih živijo kmetje, ki niso bojeviti, in trgovci, ki jim je v interesu, da trgovina nemoteno poteka. Džungarija ima precej trave, malo mest za bazo vojakov in nobenih večjih gorskih ovir na zahodu. Zato je šla trgovina na jug, selitve pa na sever. Danes večina trgovine poteka severno od gora (Džungarska vrata in Khorgas v dolini Ili), da bi se izognili goram zahodno od Tarima in ker je Rusija trenutno bolj razvita.

### Moderna doba
Po genocidu v Džungarju so Čingi nato začeli ponovno naseljevati območje z ljudmi Han in Hui iz ožje Kitajske.
Prebivalstvo v 21. stoletju sestavljajo Kazahstanci, Kirgizi, Mongoli, Ujguri in Han Kitajci. Od leta 1953 je severni Šindžjang pritegnil kvalificirane delavce iz vse Kitajske, ki so bili večinoma Han Kitajci, da so delali na ohranjanju vode in industrijskih projektih, zlasti na naftnih poljih Karamaj. Migracije znotraj province so bile večinoma usmerjene tudi proti Džungariji, pri čemer so priseljenci iz revnih ujgurskih območij južnega Šindžjanga prihajali v glavno mesto province Urumči, da bi našli delo.
Džungarija je kot politični ali geografski izraz tako rekoč izginila z zemljevida; toda gorovje, ki se razteza proti severovzhodu vzdolž južne meje Džetisuja, kot okrožje jugovzhodno od Balhaškega jezera, ohranja ime Džungarski Alatau. Prav tako je dal ime džungarskim hrčkom (Phodopus sungorus).

## Geografija
V Džungariji gojijo pšenico, ječmen, oves in sladkorno peso, govedo, ovce in konje. Polja se namakajo s stopljenim snegom s trajno belih gora. Ima nahajališča premoga, zlata in železa ter velika naftna polja.

### Džungarska kotlina
Jedro Džungarije je trikotna Džungarska kotlina (poenostavljeno kitajsko: 准噶尔盆地; tradicionalno kitajsko: 準噶爾盆地; pinjin: Zhǔngá'ěr Péndì), s svojo osrednjo puščavo Gurbantünggüt. Omejuje jo gorovje Tarbagatai na severozahodu, gorovje Altaj na severovzhodu in gorovje Tjanšan na jugu. Trije vogali so relativno odprti. Severni kot je dolina zgornjega toka reke Irtiš. Zahodni vogal so Džungarska vrata, zgodovinsko pomemben prehod med Džungarijo in Kazaško stepo; zdaj preko njih potekata avtocesta in železnica (odprta leta 1990), ki povezujeta Kitajsko s Kazahstanom. Vzhodni kot porečja vodi do Gansuja in preostale Kitajske. Na jugu lahek prehod vodi od Urumčija do Turpanske depresije. Na jugozahodu porečje od zgornjega toka reke Ili ločuje visoka gora Borohoro, veja Tjanšana.
Kotlina je podobna večji Tarimski kotlini na južni strani pogorja Tjanšan. Samo vrzel v gorah na severu omogoča vlažnim zračnim masam, da oskrbujejo zemljo v kotlini z dovolj vlage, da ostane polpuščava, namesto da postane prava puščava kot večina Tarimske kotline, in omogoča rast tanke plasti vegetacije. To je dovolj za vzdrževanje populacij divjih kamel, jerbov (skakajoči puščavski glodalci) in drugih divjih vrst.
Džungarska kotlina je strukturna kotlina z debelimi zaporedji paleozojsko-pleistocenskih kamnin z velikimi ocenjenimi zalogami nafte. Puščava Gurbantunggut, druga največja na Kitajskem, je v središču.
Džungarskska kotlina nima enega samega vodnega središča. Najsevernejši del Dzungarije je del porečja reke Irtiš, ki se na koncu izliva v Arktični ocean. Preostali del regije je razdeljen na številne endoreične kotline. Zlasti južno od Irtiša se reka Ulungur izliva v (trenutno) endorheično jezero Ulungur. Jugozahodni del Džungarske kotline se izliva v jezero Aibi. V zahodnem osrednjem delu regije se potoki izlivajo v (ali proti) skupini endoreičnih jezer, ki vključujeta jezero Manas in jezero Ailik. Med geološko preteklostjo regije je bilo na območju današnjega jezera Manas veliko večje jezero (»staro jezero Manas«); napajali so ga ne le potoki, ki trenutno tečejo proti njemu, temveč tudi Irtiš in Ulungur, ki sta prav tako tekla proti jezeru Staremu Manas v tistem času.
Hladno podnebje bližnje Sibirije vpliva na podnebje Džungarske kotline, zaradi česar je temperatura nižja – vse do –20 °C – in zagotavlja več padavin, ki segajo od 76 do 254 mm, v primerjavi s toplejšimi, bolj suhimi kotlinami na jugu. Odtok iz okoliških gora v kotlino oskrbuje več jezer. Ekološko bogati habitati so tradicionalno vključevali travnike, močvirja in reke. Vendar se večina zemlje zdaj uporablja za kmetijstvo.
To je pretežno stepska in polpuščavska kotlina, obdana z visokimi gorami: Tjanšan (starodavna gora Imeon) na jugu in Altaj na severu. Geološko je podaljšek paleozoika Kazahstanskega bloka in je bila nekoč del neodvisne celine, preden se je v poznem paleozoiku oblikovalo gorovje Altaj. Ne vsebuje bogatih mineralov kot Kazahstan in je morda že obstajal celinski blok, preden je bil oblikovan Kazahstanski blok.
Urumči, Jining in Karamai so glavna mesta; druga manjša oazna mesta so razporejena po podnožjih gora.

### Ekologija
Džungarija je dom polpuščavske stepske ekoregije, znane kot polpuščava Džungarske kotline. Vegetacija je sestavljena večinoma iz nizkega grmičevja Anabasis brevifolia. Višje grmičevje Haloxylon kot se črni saksaul (Haloxylon ammodendron) in Ephedra przewalskii je mogoče najti ob robovih kotline. Potoki, ki se spuščajo s pogorja Tjanšana in Altaj, podpirajo sestoje puščavskega topola (Populus diversifolia) skupaj z Nitrario roborovsky, N. sibirica, Achnatherum splendens, tamariša (Tamarix sibirimosissima) in vrbo (Salix ledebouriana).
Severovzhodni del polpuščaveleži v narodnem parku Veliki Gobi in je dom čred onagrov (Equus hemionus), golšavih gazel (Gazella subgutturosa) in divjih baktrijskih kamel (Camelus ferus).
Kotlina je bila eden zadnjih habitatov konja Przewalskega (Equus przewalskii), znanega tudi kot džungarski konj, ki je bil nekoč izumrl v divjini, a je bil od takrat ponovno naseljen na območjih Mongolije in Kitajske.

### Paleontologija
Džungarija in njene izpeljanke se uporabljajo za poimenovanje številnih prazgodovinskih živali, ki izvirajo iz kamnitih izdankov v porečju Dzungar:
- Dsungaripterus weii (pterozaver)
- Junggarsuchus sloani (krokodilomorf)

Pomembna najdba iz februarja 2006 je najstarejši fosil tiranozavra, ki ga je odkrila skupina znanstvenikov z univerze George Washington, ki je izvajala študijo v Džungarski kotlini. Vrsta, imenovana Guanlong, je živela pred 160 milijoni let, več kot 90 milijonov let pred slavnim tiranozavrom rexom.